# УЕФА суперкуп 2022.
УЕФА суперкуп 2022. је било 47. издање УЕФА Суперкупа, годишње фудбалске утакмице коју организује УЕФА и на којој учествују актуелни шампиони два најбоља европска клупска такмичења,  УЕФА Лиге шампиона и УЕФА Лиге Европе. У утакмици су учествовали шпански клуб Реал Мадрид, победник УЕФА Лиге шампиона 2021–22, и немачки клуб Ајнтрахт из Франкфурта, победник УЕФА Лиге Европе 2021–22. Играно је на Олимпијском стадиону у Хелсинкију, у Финској, 10. августа 2022. године. Утакмица је такође била реприза финала Европског купа 1960. између оба клуба, где је победио Реал Мадрид резултатом 7-3. Утакмица је била прво европско клупско такмичење које је укључивало полуаутоматизовану офсајд технологију (САОТ).
Реал Мадрид је победио у мечу са 2–0 за своју пету титулу у Суперкупу УЕФА, што је рекорд такмичења који деле Барселону и Милан.

## Тимови
| Екипа              | Квалификације                        | Претходно учешће (подебљано означава победнике) |
| ------------------ | ------------------------------------ | ----------------------------------------------- |
| Реал Мадрид        | УЕФА Лига шампиона 2021/22. победник | 7 (1998, 2000, 2002, 2014, 2016, 2017, 2018)    |
| Ајнтрахт Франкфурт | УЕФА Лига Европе 2021/22. победник   | Нема                                            |

Реал Мадриду је ово било осмо учешће у УЕФА Суперкупу, освојивши га четири пута раније а три пута био другопласирани. Био је то први наступ Ајнтрахта из Франкфурта у УЕФА Суперкупу.

## Стадион
Олимпијски стадион у Хелсинкију је изабран за коначног домаћина од стране Извршног комитета УЕФА током њиховог састанка у Амстердаму, Холандија, 2. марта 2020. Албански фудбалски савез је такође имао понуду за домаћинство утакмице у Тирани, али је одустао пре гласања, уместо тога фокусирајући се на обезбеђивање финала УЕФА Лиге Европе Конференције 2022.
Утакмица је била прво финале УЕФА клупског такмичења које је одржано у Финској. Стадион је раније коришћен као место одржавања УЕФА Европског првенства за жене 2009. где су биле домаћин четири утакмице групне фазе и финала.

## Утакмица

### Резиме утакмице
Прву шансу на мечу имао је Ајнтрахт из Франкфурта у 14. минуту када је Тибо Куртоа одбранио ударац када је био један на један са Даичи Камадом. У 36. минуту Кевин Трап, голман Ајнтрахта, се ацио на своју леву страну и одбранио ниски ударац Винисијуса Жуниора. Из насталог корнера Реал Мадрид је постигао гол. Каземиро је набацио лопту из корнера са десне стране ка Давиду Алаби који је из непосредне близине погодио мрежу. Трап је имао још једну одбрану у 55. минуту пре него што је два минута касније Каземиро са ивице петерца погодио пречку. У 65. минуту Винисијус је убацио лопту са леве стране до Карима Бенземе који је погодио на 2-0, а голман Кевин Трап није успео да спречи.

### Детаљи
| Реал Мадрид             | 2–0      | Ајнтрахт Франкфурт |
| ----------------------- | -------- | ------------------ |
| Алаба 37’ · Бензема 65’ | Извештај |                    |

| Реал Мадрид | Ајнтрахт Франкфурт |

| GK               | 1  | Тибо Куртоа       |  |     |
| RB               | 2  | Дани Карвахал     |  | 85’ |
| CB               | 3  | Едер Милитао      |  |     |
| CB               | 4  | Давид Алаба       |  |     |
| LB               | 23 | Ферлан Менди      |  |     |
| CM               | 10 | Лука Модрић       |  | 67’ |
| CM               | 14 | Каземиро          |  |     |
| CM               | 8  | Тони Крос         |  | 85’ |
| RF               | 15 | Федерико Валверде |  | 76’ |
| CF               | 9  | Карим Бензема (c) |  |     |
| LF               | 20 | Винисијус Жуниор  |  | 85’ |
| Резервни играчи: |    |                   |  |     |
| GK               | 13 | Андриј Лунин      |  |     |
| DF               | 5  | Хесус Ваљехо      |  |     |
| DF               | 6  | Начо Фернандез    |  |     |
| DF               | 22 | Антонио Ридигер   |  | 85’ |
| MF               | 17 | Лукас Васкез      |  |     |
| MF               | 18 | Орелијен Тшуамени |  | 85’ |
| MF               | 19 | Дани Себаљос      |  | 85’ |
| MF               | 25 | Едуардо Камавинга |  | 76’ |
| FW               | 7  | Едан Азар         |  |     |
| FW               | 11 | Марко Асенсио     |  |     |
| FW               | 21 | Родриго           |  | 67’ |
| FW               | 24 | Маријано Дијаз    |  |     |
| Менаџер:         |    |                   |  |     |
| Карло Анчелоти   |    |                   |  |     |

| GK               | 1  | Кевин Трап          |       |     |
| CB               | 18 | Алмами Туре         |       | 70’ |
| CB               | 35 | Тута                |       |     |
| CB               | 2  | Еван Ндика          |       |     |
| RM               | 36 | Ансгар Кнауф        |       |     |
| CM               | 8  | Ђибрил Соу          |       |     |
| CM               | 17 | Себастијан Роде (c) |       | 58’ |
| LM               | 25 | Кристофер Ленц      |       |     |
| RW               | 15 | Даичи Камада        |       |     |
| CF               | 19 | Рафаел Сантос Боре  |       |     |
| LW               | 29 | Јеспер Линдстрем    |       | 58’ |
| Резервни играчи: |    |                     |       |     |
| GK               | 31 | Јенс Грал           |       |     |
| GK               | 40 | Диант Рамај         |       |     |
| DF               | 5  | Хрвоје Смолчић      |       |     |
| DF               | 22 | Тимоти Чендлер      |       |     |
| MF               | 6  | Кристијан Јакић     |       |     |
| MF               | 20 | Макото Хасебе       |       |     |
| MF               | 27 | Марио Геце          |       | 58’ |
| FW               | 9  | Рандал Коло Муани   |       | 58’ |
| FW               | 11 | Фарид Алиду         |       |     |
| FW               | 21 | Лукас Аларио        | 90+2’ | 70’ |
| FW               | 23 | Јанс Петер Хаве     |       |     |
| Менаџер:         |    |                     |       |     |
| Оливер Гласнер   |    |                     |       |     |

| Играч утакмице: Каземиро (Реал Мадрид) Помоћне судије: Стјуарт Барт (Енглеска) Сајмон Бенет (Енглеска) Четврти судија: Донатас Румшас(Литванија) ВАР: Томас Кватковски (Пољска) Помоћници ВАР судије:'''' Бартош Франковски(Пољска) Тијаго Мартинс (Португал) | Правила - Игра се 90 минута - У случају нерешеног играју се продужици 30 минута - Приступа се извођењу једанаестераца ако је резултат и даље изједначен - Дванаест именованих резервних играча - Максимално пет замена, са шестом дозвољеном у продужецима |

## Белешка
1. ↑  Сваком тиму су дате само три прилике да изврши замене, уз четврту прилику у продужецима, не рачунајући замене које су направљене на полувремену, пре почетка продужетака и на полувремену у продужецима.